# Байсари (Росія)
Байсари́ (рос. Байсары, удм. Байсар) — присілок у складі Кіясовського району Удмуртії, Росія.
Населення — 78 осіб (2010; 102 у 2002).
Національний склад:
- татари — 77 %